# Fažana
Fažana (en italien : Fasana) est un village et une municipalité située en Istrie, dans le comitat d'Istrie, en Croatie. Au recensement de 2011, la municipalité comptait 3 635 habitants.

## Localités
En 2001, la municipalité de Fažana ne comptait qu'une seule localité, le village éponyme de Fažana. Depuis 2006, la municipalité compte une seconde localité, le village de Valbandon.